# 中国地震局
中国地震局（ちゅうごくじしんきょく）は、中華人民共和国国務院直属事業単位の一つ。主として中国全国の地震観測と地震防災・減災業務の行政管理と組織管理を担当する。

## 沿革
- 1953年11月 - 中国科学院が「地震工作委員会」を設置。
- 1967年 - 国家科学技術委員会（現在の科学技術部）に「京津地区地震弁公室」を設立。国家建設基本委員会（現在の建設部）に「京津地区抗震弁公室」を設立。
- 1967年12月 - 国家科学技術委員会の京津地区地震弁公室と中国科学院地球物理局が合併し「地震弁公室」。
- 1969年7月19日 - 同年7月18日の渤海湾大地震発生を受けて国務院内に中央地震工作小組を設置。
- 1971年8月2日 - 中央地震工作小組を解散し、国務院直属機構として国家地震局が設置され、一元的管理体制に移行。全国の地震研究機関を配下に置くとともに、各省にも地震対策機関を設置。
- 1975年12月 - 国務院直属機構から同直属単位へ。
- 1998年 - 国家地震局から中国地震局へ名称変更。

## 歴代局長
- 劉英勇（1971-1977）
- 李建平（1977-1978）
- 鄒瑜（1978-1980）
- 安啓元（1980-1988）
- 方樟順（1988-1995）
- 陳章立（1995-2001）
- 宋瑞祥（2001-2004）
- 陳建民（2004- ）